# Тормасов Олександр Петрович
Тормасов Олександр Петрович (1752 — 13(25) листопада 1819, Москва — російський військовий діяч, генерал від кавалерії (з 1801), граф (з 1816). На військовій службі з 1772. Учасник російсько-турецької війни 1787—91, придушення польського повстання 1794. В 1803—06 — київський, 1807-08 — ризький генерал-губернатор, 1808—1811 роках — головнокомандуючий у Грузії і на Кавказькій лінії, франко-російської війни 1812 року. 
Належав до дворянського роду Тормасових, що походив з синів боярських. Відомий з XVI ст. Син лейтенанта флоту Петра Івановича Тормасова (помер у 1789 році). У 10 років був визначений пажом до імператорського двору, а в 1772 вступив на військову службу поручником до В'ятського мушкетерського полку, з 1777 в чині підполковника командував єгерським батальйоном. В 1784 став командувати Олександрійським легкоконним полком, отримавши чин полковника.
Помічений Г.Потьомкіним, він був відряджений 1782 року до Крим для придушення заворешень серед кримських татар, що тривали після поразки повстання Махмуда Ґерая. 1785 року був секретарем військової масонської ложі «Мінерва», яка діяла в Кременчуці та Немирові. Згодом був членом московської масонської ложі «Олександра до потрійного благословення».
На початку російсько-турецької війни 1787—1791 років перебував у катеринославській армії. У 1791 році, командуючи кінною бригадою, зробив вдалий похід за Дунай до Бабадагу, а 28 червня того ж року взяв значну участь у Мачинській битві, командуючи кіннотою лівого флангу. 25 березня 1791 року його було підвищено до генерал-майора. 18 березня 1792 нагороджено орденом Св. Георгія 3 ступеню.
Під час придушення повстання Костюшка зазнав поразки у битві при Рацлавицях, але потім з кількома легкоконними полками розбив польських повстанців у битві при Мобарі, а 28 вересня 1794 року у битві при Мацеєвицях командував лівим флангом головних сил. Під час штурму Праги вів одну з колон, захопив міст через Віслу. 6 лютого 1798 отримав чин генерал-лейтенанта, в цей же рік призначений шефом (почесним командиром) Кірасирського Військового Ордену полку, інспектором з кавалерії Ліфляндської дивізії, а 15 вересня 1801 року стає генералом від кавалерії.
За наказом імператора Павла I в 1799 році Тормасова було виключено зі служби, але в 1800 році призначено командиром лейб-гвардії Кінного полку. 1801 року отримує посаду інспектор Дністровської кавалерії, а 1802 року — Ліфляндської інспекції. 21 квітня 1803 року отримує посаду Київського генерал-губернатора з підпорядкуванням йому цивільної чатсини Мінської губернії. Намагався не втручатися у цивільні справи. Значну увагу приділяв формуванню нової армії, яке було завершено 1804 року і розташовувалося у Мінській губернії зі ставкою у Кобрині. За формування цієї Дністровської армії у 1805 році нагороджено орденом Святого Олександра Невського. 1805 року також призначається командувачем Молдавського корпусу. За підтримки Тормасова у Києві було споруджено перший міський театр. Активно підтримував створення масовнських лож на Київщині. 1807 року стає ризьким генерал-губернатором, де намагався втручатися у діяльність міської думи.
Як головнокомандуючий у Грузії і на Кавказькій лінії (з вересня 1808 року) вимушен був долучитися до війн з Османською імперією та Персією, що почалися ще до призначення Тормасова. 1808 року почалося повстання в Кабарді. Здійснював жорстокі походи проти чеченців та гірських осетинів, що не бажали коритися російському пануванню. Невдовзі стикнувся з повстанням в Імереії, яке підбурив картлі-кахетинський цар Соломон II. Останнього за наказом Тормасова було арештовано. У 1809 році відбив наступ перської армії на чолі з Фатх-Алі-шахом у районі Гумри-Артік і зірвав спробу Аббаса-Мірзи захопити Гянджу. 1809 року підтримав переселення 3 тис. родин дигорців (західних осетин) за Кавказьку лінію, але наказав нових підданих селити на порожніх діяланках землі. Водночас намагався позбавити осетин з Тагаурського товариства колишніх привілеїв. Разом з тим стикнувся з постійними набігами на Кавказьку лінію чеченців та кабардинців. 
Влітку 1810 року десантами з моря опанував османськими фортецями Поті та Сухум-кале, після чого гурійський тварі (князь) Маміа V Гурієлі присягнув Росії, а в Абхазії було поставлено на трон Георгія Шервашидзе. Османські загони були витіснені з Чорноморського узбережжя від Керченської протоки до Поті. Тормасов плідно взаємодіяв з Чорноморським флотом при операціях на узбережжі; зокрема, він наполіг на постійному крейсерстві бойових кораблів біля узбережжя Кавказу для зриву постачання Османською імперією абхазів та черкесів зброєю. Для зміцнення влади організував у захоплені землі православних греків.
Тормасов намагався економічними зисками привернути чеченців на бік імперії. Для цього 1811 року було відкрито два пункти для мінової торгівлі: в Наурі для рівнинних чеченців, у Лашуріні — для гірських чеченців. Також проводив політику щодо переселення чеченців з гір до рівнин біля Тереку та Куми.
1811 року призначається членом Державної ради. 
Під час французько-російської війни 1812 командував 3-ю армією, яку було створено для стримування Австрійської імперії. Залишиши частину військ на Волині, виступив в пнапрямку Берестя, яке захопив 24 липня. 27 липня у битві під Кобрином здолав саксонську бригаду. За цей успіх отримав орден Св.Георгія 3 ступеню. Втім невдовзі зазнав поразки від франко-австрійських військ на чолі із Жаном Реньє і Карлом Шварценбергом у битві під Городечном. 9 вересня з'єднався у Луцьку з Дунайською армією. У вересні 1812 об'єднані армії Тормасова і адмірала П. В. Чичагова визволили західну частину Волині від наполеонівських військ. У жовтні прибув до Тарутино. Тормасів брав участь у битвах під Малоярославцем, Вязьмою, Червоним. У грудні Михайло Голеніщев-Кутузов доручає Тормасову переслідування відступаючих австрійців і саксонців. Разом з Д.Дохтуровим був призначеним начальником колон, на які було поділено російську армію. 
Під час хвороби М. І. Кутузова навесні 1813 року виконував обов'язки головнокомандуючого російською армією. Брав участь у битві при Лютцені 2 травня 1813 року. Невдовзі невдаволений підпорядкуванням Петру Вітгенштейну, оскільки сподівався очолити армію після смерті Кутузова, подав у відставку, посилаючись на хворобу. Знову призначається членом Державної ради. 
30 серпня 1814 року призначається Московським військовим губернатором, 31 серпня 1814 року — московським головнокомандувачем. 30 жовтня 1816 року замінив на посаді московського генерал-губернатора графа Ф. В. Ростопчина. Останній так відреагував каламбуром на це: рос. «Москву подтормозили! Видно прытко шла!» («Москву підгальмували! Видно швидко йшла!» Каламбур полягав в тому, що російською пригальмували є притормозили — алюзію на прізвище Тормасов). Почувши це, О.Тормасов відповів: «Нітрохи не швидко: вона, навпаки, її було дуже розтоптано!»(алюзія на прізвище Ростопчина). 11 листопада отримав спадковий титул графа. У самій Москві вів інтенсивні відновлювальні роботи в кремлі, 1816 року почалося створення Садового кільця, 1817 року на Іванівській площі влаштували плац для військового параду, для чого в одну ніч було розібрано стародавній храм Миколи Гостунського, 1817 року збудовано будівлю Екзерциргауза (Манежа) та споруджено пам'ятник Мініну та Пожарському, 1817—1819 роках річка Неглинна була поміщена в трубу (цегляне склепіння) протягом 3 км.
Після декількох діб хвороби внаслідок інсульту помер 25 листопада 1819 року. Поховано у трапезній Старого (Малого) собору Донської ікони Божої Матері Донського монастиря у Москві.

## Творчість
Автор спогадів «Дванадцятий рік».